# Comté de Nassau (Floride)
Pour les articles homonymes, voir Comté de Nassau.
Le comté de Nassau (Nassau County) est un comté situé dans l'État de Floride, aux États-Unis. Sa population était estimée en 2020 à 97 899 habitants. Son siège est Fernandina Beach. Le comté a été fondé en 1824 et doit son nom au duché de Nassau en Allemagne.

## Comtés adjacents
- Comté de Camden, Géorgie (nord)
- Comté de Duval (sud)
- Comté de Baker (sud-ouest)
- Comté de Charlton, Géorgie (ouest)

## Principales villes
- Callahan
- Fernandina Beach
- Hilliard
- Yulee

## Démographie
| Groupe                           | Comté de Nassau | Floride | États-Unis |
| -------------------------------- | --------------- | ------- | ---------- |
| Blancs                           | 89,8            | 75,0    | 72,4       |
| Afro-Américains                  | 6,4             | 16,0    | 12,6       |
| Métis                            | 1,6             | 2,5     | 2,9        |
| Autres                           | 1,0             | 3,7     | 6,4        |
| Asiatiques                       | 0,9             | 2,4     | 4,8        |
| Amérindiens                      | 0,4             | 0,4     | 0,9        |
| Total                            | 100             | 100     | 100        |
|                                  |                 |         |            |
| Hispaniques et Latino-Américains | 3,3             | 22,5    | 16,7       |

Selon l'American Community Survey, en 2010 95,73 % de la population âgée de plus de 5 ans déclare parler l'anglais à la maison, 2,65 % déclare parler l’espagnol et 1,62 % une autre langue.
| 1830  | 1840  | 1850  | 1860  | 1870  | 1880  |
| ----- | ----- | ----- | ----- | ----- | ----- |
| 1 511 | 1 892 | 2 164 | 3 644 | 4 247 | 6 635 |

| 1890  | 1900  | 1910   | 1920   | 1930  | 1940   |
| ----- | ----- | ------ | ------ | ----- | ------ |
| 8 294 | 9 654 | 10 525 | 11 340 | 9 375 | 10 826 |

| 1950   | 1960   | 1970   | 1980   | 1990   | 2000   |
| ------ | ------ | ------ | ------ | ------ | ------ |
| 12 811 | 17 189 | 20 626 | 32 894 | 43 941 | 57 663 |

| 2010   | 2020   | - | - | - | - |
| ------ | ------ | - | - | - | - |
| 73 314 | 97 899 | - | - | - | - |